# La casta Susana (película de 1963)
La casta Susana es una película franco-española de 1963, del género cómico musical, dirigida por Luis César Amadori y protagonizada por Marujita Díaz y Carlos Estrada.

## Sinopsis
La bella Susana (Marujita Díaz) gana un premio a la virtud y a la buena reputación, y un viaje a Biarritz, que será el origen de todos sus problemas, ya que allí conocerá al apuesto René (Carlos Estrada), un galán que obligará a Susana a comportarse como una persona sin principios.

## Reparto
- Marujita Díaz - Susana
- Carlos Estrada - René
- Rafael Alonso - Chanencey
- Gracita Morales - Rosa
- Isabel Garcés - Delfina
- Manuel Gil - Huberto